# Ellen Perez
Ellen Perez (10 de octubre de 1995) es una jugadora de tenis australiana. Perez ha ganado dos título del circuito ITF individual y hasta 17 en la modalidad de dobles. Su mejor ranking en individual ha sido el 162, y en dobles el 40 ambos alcanzados en 2019. 
Perez debutó en el circuito WTA jugando dobles en el Open de Australia 2016 en compañía de Belinda Woolcock, aunque perdieron en primera ronda contra Jessica Moore y Storm Sanders. En individuales y estando en el puesto 724 WTA, perdió en primera ronda del Open USA 2016, al que había sido invitad (Wildcard), ante la china Shuai Zhang, 51 WTA.
Estudia en la Universidad de Georgia desde 2014.

## Títulos WTA (8; 0+8)

### Dobles (8)
| Leyenda                                |
| -------------------------------------- |
| Grand Slam (0)                         |
| Juegos Olímpicos (0)                   |
| WTA Tour Championships (0)             |
| P. Mandatory & Premier 5, WTA 1000 (0) |
| Premier, WTA 500 (3)                   |
| International, WTA 250 (5)             |

| N.º | Fecha                 | Torneo           | Superficie    | Pareja           | Oponentes en la final               | Resultado         |
| --- | --------------------- | ---------------- | ------------- | ---------------- | ----------------------------------- | ----------------- |
| 1.  | 25 de mayo de 2019    | Estrasburgo      | Tierra batida | Daria Gavrilova  | Yingying Duan Xinyun Han            | 6-4, 6-3          |
| 2.  | 13 de marzo de 2021   | Guadalajara      | Dura          | Astra Sharma     | Desirae Krawczyk Giuliana Olmos     | 6-4, 6-4          |
| 3.  | 23 de octubre de 2021 | Tenerife         | Dura          | Ulrike Eikkeri   | Lyudmyla Kichenok Marta Kostyuk     | 6-3, 6-3          |
| 4.  | 11 de junio de 2022   | 's-Hertogenbosch | Hierba        | Tamara Zidanšek  | Veronika Kudermétova Elise Mertens  | 6-3, 5-7, [12-10] |
| 5.  | 27 de agosto de 2022  | Cleveland        | Dura          | Nicole Melichar  | Anna Danilina Aleksandra Krunić     | 7-5, 6-3          |
| 6.  | 3 de marzo de 2024    | San Diego        | Dura          | Nicole Melichar  | Desirae Krawczyk Jessica Pegula     | 6-1, 6-2          |
| 7.  | 29 de junio de 2024   | Bad Homburg      | Hierba        | Nicole Melichar  | Chan Hao-ching Veronika Kudermetova | 4-6, 6-3, [10-8]  |
| 8.  | 8 de febrero de 2025  | Abu Dabi         | Dura          | Jelena Ostapenko | Kristina Mladenovic Shuai Zhang     | 6-2, 6-1          |

#### Finalista (16)
| N.º | Fecha                    | Torneo           | Superficie    | Pareja          | Oponentes en la final              | Resultado           |
| --- | ------------------------ | ---------------- | ------------- | --------------- | ---------------------------------- | ------------------- |
| 1.  | 16 de junio de 2019      | Nottingham       | Hierba        | Arina Rodionova | Desirae Krawczyk Giuliana Olmos    | 6-7(5), 5-7         |
| 2.  | 16 de febrero de 2020    | Hua Hin          | Dura          | Barbara Haas    | Arina Rodionova Storm Sanders      | 3-6, 3-6            |
| 3.  | 13 de septiembre de 2020 | Estambul         | Tierra batida | Storm Sanders   | Alexa Guarachi Desirae Krawczyk    | 1-6, 3-6            |
| 4.  | 18 de abril de 2021      | Charleston II    | Tierra batida | Storm Sanders   | Hailey Baptiste Caty McNally       | 7-6(4), 4-6, [6-10] |
| 5.  | 20 de junio de 2021      | Birmingham       | Hierba        | Ons Jabeur      | Marie Bouzková Lucie Hradecká      | 4-6, 6-2, [8-10]    |
| 6.  | 14 de agosto de 2022     | Toronto          | Dura          | Nicole Melichar | Cori Gauff Jessica Pegula          | 4-6, 7-6(5), [5-10] |
| 7.  | 20 de agosto de 2022     | Cincinnati       | Dura          | Nicole Melichar | Lyudmyla Kichenok Jeļena Ostapenko | 6-7(5), 3-6         |
| 8.  | 25 de septiembre de 2022 | Tokio (Pacífico) | Dura          | Nicole Melichar | Gabriela Dabrowski Giuliana Olmos  | 4-6, 4-6            |
| 9.  | 5 de marzo de 2023       | Austin           | Dura          | Nicole Melichar | Erin Routliffe Aldila Sutjiadi     | 4-6, 6-3, [8-10]    |
| 10. | 1 de julio de 2023       | Eastbourne       | Hierba        | Nicole Melichar | Desirae Krawczyk Demi Schuurs      | 2-6, 4-6            |
| 11. | 19 de agosto de 2023     | Cincinnati       | Dura          | Nicole Melichar | Alycia Parks Taylor Townsend       | 7-6(1), 4-6, [6-10] |
| 12. | 26 de agosto de 2023     | Cleveland        | Dura          | Nicole Melichar | Miyu Kato Aldila Sutjiadi          | 4-6, 7-6(4), [8-10] |
| 13. | 6 de noviembre de 2023   | Cancún           | Dura          | Nicole Melichar | Laura Siegemund Vera Zvonareva     | 4-6, 4-6            |
| 14. | 4 de febrero de 2024     | Linz             | Dura (i)      | Nicole Melichar | Sara Errani Jasmine Paolini        | 5-7, 6-4, [7-10]    |
| 15. | 24 de febrero de 2024    | Dubái            | Dura          | Nicole Melichar | Storm Hunter Kateřina Siniaková    | 4-6, 2-6            |
| 16. | 20 de octubre de 2024    | Ningbo           | Dura          | Nicole Melichar | Demi Schuurs Yuan Yue              | 3-6, 3-6            |

## Títulos ITF

### Individual: 2
| Torneos de $100,000 |
| Torneos de $80,000  |
| Torneos de $60,000  |
| Torneos de $25,000  |
| Torneos de $15,000  |
| Torneos de $10,000  |

| N.º | Fecha               | Torneo  | Superficie    | Oponentes            | Resultado    |
| --- | ------------------- | ------- | ------------- | -------------------- | ------------ |
| 1   | 10 de julio de 2016 | Brüssel | Tierra batida | Kimberley Zimmermann | 6-2, 6-3     |
| 2   | 7 de julio de 2019  | Ashland | Dura          | Zoe Hives            | 6-2, 3-2 ret |

### Dobles: 17
| Torneos de $100,000 |
| Torneos de $80,000  |
| Torneos de $60,000  |
| Torneos de $25,000  |
| Torneos de $15,000  |
| Torneos de $10,000  |

| N.º | Fecha                   | Torneos                 | Superficie | Pareja          | Oponentes                           | Resultado         |
| --- | ----------------------- | ----------------------- | ---------- | --------------- | ----------------------------------- | ----------------- |
| 1.  | 13 de diciembre de 2013 | Hongkong                | Dura       | Abbie Myers     | China Taipéi                        | 4-6, 6-3, [10-8]  |
| 2.  | 25 de junio de 2016     | Baton Rouge             | Dura       | Lauren Herring  | Jamie Loeb Ingrid Neel              | 6-3, 6-3          |
| 3.  | 8 de julio de 2016      | Brüssel                 | Tierra     | Carolina Alves  | Karin Kennel · Helene Scholsen      | 6-2, 6-3          |
| 4.  | 21 de julio de 2016     | Saint-Gervais (Gironde) | Tierra     | Abbie Myers     | Fatma Al Nabhani Estelle Cascino    | 7-6(5), 6-2       |
| 5.  | 29 de julio de 2016     | Maaseik                 | Tierra     | Sally Peers     | Deborah Kerfs · Chiara Scholl       | 6-2, 6-2          |
| 6.  | 25 de junio de 2017     | Granby                  | Dura       | Carol Zhao      | Julia Elbaba · Francesca Di Lorenzo | 6-3, 6-4          |
| 7.  | 29 de julio de 2017     | Baton Rouge             | Dura       | Luisa Stefani   | Alexa Guarachi · Australia          | 6-2, 6-2          |
| 8.  | 6 de agosto de 2017     | Fort Worth              | Dura       | Giuliana Olmos  | Miharu Imanishi Ayaka Okuno         | 6-3, 6-4          |
| 9.  | 11 de febrero de 2018   | Australia               | Dura       | Jessica Moore   | Laura Robson · Valeriya Savinykh    | 7-6(5), 6-4       |
| 10. | 18 de febrero de 2018   | Australia               | Dura       | Jessica Moore   | Australia                           | 6-7(6), 6-1, ret. |
| 11. | 8 de junio de 2018      | Surbiton                | Dura       | Jessica Moore   | Yanina Wickmayer · Australia        | 4-6, 7-5, [10-3]  |
| 12. | 25 de junio de 2018     | Granby                  | Dura       | Arina Rodionova | Erika Sema Aiko Yoshitomi           | 7-5, 6-4          |
| 13. | 12 de agosto de 2018    | Landisville             | Dura       | Arina Rodionova | Pei Hsuan Chen Fang-Hsien Wu        | 6-0, 6-2          |
| 14. | 27 de octubre de 2018   | Australia               | Dura       | Arina Rodionova | Eri Hozumi Risa Ozaki               | 7-5, 6-1          |
| 15. | 3 de noviembre de 2018  | Australia               | Dura       | Arina Rodionova | Australia                           | 6-7, 6-3, [10-7]  |
| 16. | 8 de enero de 2019      | Australia               | Dura       | Arina Rodionova | Irina Khromacheva Maryna Zanevska   | 6-4, 6-3          |
| 17. | 9 de enero de 2020      | Australia               | Dura       | Storm Sanders   | Desirae Krawczyk Asia Muhammad      | 6-3, 6-2          |